# Pyramid Mountain (Alaskakette)
Der Pyramid Mountain ist ein 1682 m hoher Berg in der Alaskakette in Alaska (USA). Er befindet sich im Westen der Hayes Range, ein Teilabschnitt der Alaskakette.

## Geografie
Der Pyramid Mountain befindet sich knapp 24 km ostsüdöstlich vom Parkeingang des Denali-Nationalparks. Der Nenana River und der an ihm entlang führende George Parks Highway befinden sich 13 km westlich vom Pyramid Mountain. Der pyramidenförmige Berg erhebt sich südlich des Yanert Fork. Dessen linker Nebenfluss Moose Creek fließt entlang dem Süd- und Westfuß des Berges. Der Pyramid Mountain wird von einer 1067 m hohen Scharte von einem nach Südosten verlaufenden Höhenkamm getrennt.

## Namensgebung
Der lokale den Berg beschreibende Name wurde 1950 vom U.S. Geological Survey (USGS) gemeldet. Als ein Bergname der Ureinwohner gilt der alternative Name Nts'ezi.